# SZ Dalmacija i Pag
SZ Dalmacija i Pag este o arie protejată (arie de protecție specială avifaunistică — SPA) din Croația întinsă pe o suprafață de 59.893,43 ha, integral pe uscat.

## Localizare
Centrul sitului SZ Dalmacija i Pag este situat la coordonatele 44°21′59″N 15°09′12″E / 44.366436°N 15.153307°E.

## Înființare
Situl SZ Dalmacija i Pag a fost declarat arie de protecție specială avifaunistică în iulie 2013 pentru a proteja 65 de specii de animale.

## Biodiversitate
Situată în ecoregiunile marină mediteraneană și mediteraneană, aria protejată nu include niciun habitat protejat.
La baza desemnării sitului se află mai multe specii protejate de  păsări (65): privighetoare-de-baltă (Acrocephalus melanopogon), pescăruș albastru (Alcedo atthis), potârnichea de stâncă (Alectoris graeca), rață sulițar (Anas acuta), rață lingurar (Anas clypeata), rață pitică (Anas crecca), rață fluierătoare (Anas penelope), rață mare (Anas platyrhynchos), rață cârâitoare (Anas querquedula), rață pestriță (Anas strepera), fâsă-de-câmp (Anthus campestris), stârc roșu (Ardea purpurea), stârc galben (Ardeola ralloides), rață-cu-cap-castaniu (Aythya ferina), rața moțată (Aythya fuligula), buhai de baltă (Botaurus stellaris), buha (Bubo bubo), Bucephala clangula, pasărea ogorului (Burhinus oedicnemus), ciocârlie-cu-degete-scurte (Calandrella brachydactyla), fugaci de țărm (Calidris alpina), caprimulg (Caprimulgus europaeus), prundăraș de sărătură (Charadrius alexandrinus), șerpar (Circaetus gallicus), erete de stuf (Circus aeruginosus), erete vânăt (Circus cyaneus), erete cenușiu (Circus pygargus), egretă mică (Egretta garzetta), șoim de iarnă (Falco columbarius), Falco naumanni, șoim călător (Falco peregrinus), lișiță (Fulica atra), becațină comună (Gallinago gallinago), cufundar polar (Gavia arctica), cufundar mic (Gavia stellata), cocor (Grus grus), vulturul pleșuv sur (Gyps fulvus), scoicar (Haematopus ostralegus), piciorong (Himantopus himantopus), sfrâncioc roșiatic (Lanius collurio), sfrânciocul cu frunte neagră (Lanius minor), pescăruș-cu-cap-negru (Larus melanocephalus), sitar de mâl (Limosa limosa), ciocârlie de pădure (Lullula arborea), becațină mică (Lymnocryptes minimus), ciocârlie de bărăgan (Melanocorypha calandra), Mergus serrator, culic mare (Numenius arquata), Numenius phaeopus, Phalacrocorax aristotelis desmarestii, cormoran mic (Phalacrocorax pygmeus), bătăuș (Philomachus pugnax), lopătar (Platalea leucorodia), țigănuș (Plegadis falcinellus), ploier argintiu (Pluvialis squatarola), cresteț cenușiu (Porzana parva), cristei de baltă (Rallus aquaticus), chiră mică (Sterna albifrons), chiră de baltă (Sterna hirundo), chiră de mare (Sterna sandvicensis), fluierar negru (Tringa erythropus), fluierar de mlaștină (Tringa glareola), fluierar cu picioare verzi (Tringa nebularia), fluierarul cu picioare roșii (Tringa totanus), nagâț (Vanellus vanellus).
Pe lângă speciile protejate, pe teritoriul sitului au mai fost identificate 1 specie de păsări.